# Daniel Silva (écrivain)
Pour les articles homonymes, voir Daniel Silva (homonymie) et Silva.
Daniel Silva né le 19 décembre 1960 à Détroit, au Michigan, est un écrivain et un journaliste américain, auteur de romans d'espionnage et de thrillers.

## Biographie
Daniel Silva fait des études à l'université d'État de Californie à Fresno, puis à l'université d'État de San Francisco. Il abandonne ses études quand il obtient un travail comme journaliste à l'United Press International en 1984. Il suit la convention nationale du Parti démocrate avant d'être muté à Washington. Deux ans plus tard, il est nommé correspondant de l'UPI au Moyen-Orient et déménage au Caire. Il retourne à Washington pour un poste au bureau de Washington de CNN. Il travaille comme producteur et producteur exécutif pour plusieurs émissions de télévision dont Crossfire et Capital Gang (en).
En 1996, il publie son premier roman, L'Espion qui n'existait pas (The Unlikely Spy). En 1998, avec La Marque de l'assassin (The Mark of an Assassin), il amorce une série consacrée à Michael Osbourne, un agent de la CIA à Washington. 
En 2000, il commence une nouvelle série mettant en scène Gabriel Allon (en), restaurateur d'art et agent secret israélien. Avec le sixième roman de cette série Le Messager (The Messenger), publié en 2006, il est lauréat du prix Barry 2007 du meilleur thriller.  Il obtient à nouveau cette récompense en 2013 avec The Fallen Angel, paru en 2012.

## Œuvre

### Romans

#### SérieMichael Osbourne
1. The Mark of an Assassin (1998) Publié en français sous le titre La Marque de l'assassin, Paris, Éditions Robert Laffont, coll. « Best-sellers », 1999  (ISBN 2-221-08302-4)
2. The Marching Season (1999)

#### SérieGabriel Allon
1. The Kill Artist (2000)
2. The English Assassin (2002) Publié en français sous le titre L'Assassin anglais, Paris, Presses de la Cité, 2003  (ISBN 2-258-06166-0)
3. The Confessor (2003) Publié en français sous le titre Le Confesseur, Paris, Presses de la Cité, coll. « Sang d'encre », 2005  (ISBN 2-258-06166-0)
4. A Death in Vienna (2004)
5. Prince of Fire (2005)
6. The Messenger (2006) Publié en français sous le titre Le Messager, Paris, Éditions de l'Archipel, 2010  (ISBN 978-2-8098-0309-9)
7. The Secret Servant (2007)
8. Moscow Rules (2008)
9. The Defector (2009)
10. The Rembrandt Affair (2010)
11. Portrait of a Spy (2011)
12. The Fallen Angel (2012)
13. The English Girl (2013)
14. The Heist (2014) Publié en français sous le titre L'Affaire Caravaggio, Paris, Harlequin Enterprises, coll. « Mosaïc », 2015  (ISBN 978-2-2802-8100-3) ; réédition HarperCollins, coll. « Poche noir » no 39, 2017  (ISBN 979-10-339-0138-9)
15. The English Spy (2015) Publié en français sous le titre L'Espion anglais, Paris, Harlequin Enterprises, coll. « Mosaïc », 2016  (ISBN 978-2-2803-5843-9) ; réédition HarperCollins, coll. « Poche » no 40, 2017  (ISBN 979-10-339-0057-3)
16. The Black Widow (2016) Publié en français sous le titre La Veuve noire, Paris, HarperCollins, coll. « HarperCollins noir », 2017  (ISBN 979-10-339-0104-4)
17. House of Spies (2017) Publié en français sous le titre La Maison aux espions, Paris, HarperCollins, coll. « HarperCollins noir », 2018  (ISBN 979-1-0339-0183-9)
18. The Other Woman (2018) Publié en français sous le titre L'Infiltré de Moscou, Paris, HarperCollins, coll. « HarperCollins noir », 2019  (ISBN 979-10-339-0311-6)
19. The New Girl (2019) Publié en français sous le titre L'Impossible Alliance, Paris, HarperCollins, coll. « HarperCollins noir », 2020  (ISBN 979-10-339-0498-4)
20. The Order (2020) Publié en français sous le titre L'Ordre, Paris, HarperCollins, coll. « HarperCollins noir », 2021 ; réédition HarperCollins, coll. « Poche noir », 2022
21. The Cellist (2021) Publié en français sous le titre La Violoncelliste, Paris, HarperCollins, coll. « HarperCollins noir », 2022
22. Portrait of an Unknown Woman (2022) Publié en français sous le titre Portrait d'une inconnue, Paris, HarperCollins, coll. « HarperCollins noir », 2023
23. The Collector (2023) Publié en français sous le titre Coup de maître, Paris, HarperCollins, coll. « HarperCollins noir », 2024
24. A Death in Cornwall (2024) Publié en français sous le titre Meurtre en Cornouailles, Paris, HarperCollins, coll. « HarperCollins noir », 2025

#### Autre roman
- The Unlikely Spy (1996) Publié en français sous le titre L'Espion qui n'existait pas, Paris, Éditions Robert Laffont, coll. « Best-sellers », 1998  (ISBN 2-221-08298-2) ; réédition, Paris, Pocket, coll. « Presses Pocket » no 10599, 2001  (ISBN 2-266-09208-1)

## Prix et distinctions

### Prix
- Prix Barry 2007 du meilleur thriller pour The Messenger[1]
- Prix Barry 2013 du meilleur thriller pour The Fallen Angel[1]

### Nominations
- Prix Ian Fleming Steel Dagger 2004 pour The Confessor[2]
- Prix Barry 2005 du meilleur thriller pour A Death in Vienna[1]
- Prix Ian Fleming Steel Dagger 2005 pour A Death in Vienna[2]
- Prix Ian Fleming Steel Dagger 2006 pour The Messenger[2]
- Prix Thriller 2007 du meilleur roman pour The Messenger[3]
- Prix Ian Fleming Steel Dagger 2009 pour Moscow Rules[2]
- Prix Barry 2011 du meilleur thriller pour The Rembrandt Affair[1]
- Prix Ian Fleming Steel Dagger 2016 pour The English Spy[2]